# NGC 4577
NGC 4577 (również NGC 4591, PGC 42319 lub UGC 7821) – galaktyka spiralna (Sab), znajdująca się w gwiazdozbiorze Panny.
Odkrył ją William Herschel, prawdopodobnie 28 stycznia 1784 roku, jednak podał tylko przybliżoną pozycję obiektu (bez jednej współrzędnej, której nie zdążył zmierzyć), dlatego nie ma pewności, czy to tę galaktykę wtedy dostrzegł. Na pewno obserwował ją 2 lutego 1786 roku. John Dreyer skatalogował obie obserwacje Herschela jako, odpowiednio, NGC 4577 i NGC 4591.